# Líbano nos Jogos Olímpicos de Verão de 2000
O Líbano participou dos Jogos Olímpicos de Verão de 2000 em Sydney, Austrália.